# 17 Wołoski Pułk Graniczny
17 Wołoski Pułk Graniczny (niem. Grenzregiment n. 17 Siebenbürgisches – 2nd Walachen) – jeden z austriackich pułków pogranicznych okresu Cesarstwa Austriackiego. Pułk został utworzony w 1762 roku, a rozwiązany w 1851.
Podczas wojny polsko-austriackiej w 1809 wchodził w skład oddziału Straży Przedniej generała majora (GM) Johanna Friedricha von Mohra (1765–1847). Posiadał 1 batalion.
W końcowej fazie wojen napoleońskich w składzie Dywizji Piechoty dowodzonej przez generał-porucznika (FML) Johanna Friedricha von Mohra.